# Mionica (Kosjerić)
Pour les articles homonymes, voir Mionica (homonymie).
Mionica (en serbe cyrillique : Мионица) est un village de Serbie situé dans la municipalité de Kosjerić, district de Zlatibor. Au recensement de 2011, il comptait 148 habitants.

## Géographie
Mionica se trouve à proximité de la petite ville touristique de Divčibare, sur les pentes de la colline de Subjel, à 9 km de Kosjerić. 

## Démographie

### Évolution historique de la population
| 1948 | 1953 | 1961 | 1971 | 1981 | 1991 | 2002 | 2011 |
| ---- | ---- | ---- | ---- | ---- | ---- | ---- | ---- |
| 455  | 461  | 440  | 367  | 312  | 245  | 184  | 148  |

|  |

## Économie et tourisme
Les principales activités économiques du village dont l'élevage et la production de prunes, avec lesquelles on fabrique de la rakija. Avec ses collines, ses prairies et ses pâturages, Mionica est également propice au tourisme rural ; on peut y pratiquer la pêche sportive dans les rivières de montagnes (chevesne, goujon etc.), ainsi que la chasse au petit gibier ; le village offre des possibilités de logement chez l'habitant.